# Giorgio Balmas
Giorgio Balmas (Torino, 8 giugno 1927 – 15 dicembre 2006) è stato un politico e intellettuale italiano.

## Biografia
Giorgio Balmas fondò l'Unione musicale (in un primo tempo “studentesca”) nel 1946 mentre non ancora diciottenne frequentava la seconda liceo classico al “Cavour”. La diresse per trent'anni.
Preparò stagioni concertistiche a Ivrea, dal 1960 al 1976, prima per il circolo Eporediese e poi per la società musicale del Centro Culturale Olivetti. Oltre alle normali stagioni tradizionali, organizzò dal 57 al 64 otto incontri internazionali di cori universitari e alcuni incontri con la musica contemporanea.
Fu a lungo membro della Commissione Centrale Musica e Roma, presso il Ministero del Turismo e Spettacolo.
Insegnante per circa quarant'anni, eletto Consigliere Comunale a Torino nel 1975 fu Assessore per la Cultura per due tornate amministrative.
Nel 1976 avviò gli spettacoli nei parchi detti “Punti verdi”, nel 1978 il festival “Settembre Musica”.
Strutturò l'Assessorato per la Cultura, fino ad allora inesistente come assessorato a sé, apri biblioteche decentrate, organizzò mostre, curò importanti attività didattiche.
Chiamato in seguito da Cesare Romiti ad occuparsi dei concerti del Lingotto, preparò due importanti stagioni presso l'Auditorium di Renzo Piano (1995/96 e 1997).
Eletto nel 1997 per la quarta volta Consigliere Comunale a Torino fu, per brevissimo tempo, Presidente della Commissione Cultura prima di essere nominato Sovrintendente del Teatro Regio, carica che ricoprì sino alla scadenza del mandato consiliare.
In più di 50 anni di attività organizzativa ha complessivamente firmato 57 stagioni di concerti per un totale di 1386 manifestazioni.
Jacques Lang lo ha nominato Chevalier de l'Ordre des Arts et des Lettres della Repubblica francese nel 1984.
Nello stesso anno ha ottenuto il Premio Franco Abbiati della critica musicale italiana.
Dall'ottobre 2004 al febbraio 2006 è stato Presidente dell'Istituto Musicale Città di Rivoli.
Qui ha organizzato, presso la Maison Musique, una serie di incontri di cori amatoriali piemontesi raccogliendo in concerto ventuno cori piemontesi e il coro gemellato di Montelimar; ha portato all'Istituto nella serie “Convergenze parallele: musica e vita”, undici personalità della musica professionale e personalità varie, celebri per vari interessi culturali e operativi, che hanno parlato della loro esperienza (raccogliendo fondi per borse di studio dell'Istituto).
Ha curato insieme alla Provincia di Torino “Resistenza nella memoria” nel 60º anniversario della Liberazione, ha organizzato presso il Castello- Museo di Arte Contemporanea la serie  “Sequenze” dedicata alla memoria di Luciano Berio che ha visto da parte di interpreti illustri l'esecuzione delle 15 Sequenze di Luciano Berio accoppiate a brani per lo stesso strumento composti per l'occasione e in prima esecuzione da giovani compositori italiani e stranieri.

### Attività politica
Legato alla sinistra indipendente, fu assessore alla Cultura del comune di Torino durante il mandato di Diego Novelli, dal 1975 al 1985. Tra il 1990 e il 1992 fu consigliere comunale come indipendente, nelle liste del PCI. Fu rieletto consigliere nel 1997, con Rifondazione Comunista.

### Attività culturale
Di formazione umanistica, amante delle arti (usava anagrammare il suo nome con l'espressione ars imago globi) e dei principi illuministici, fra cui quello della tolleranza, inventò e promosse diverse importanti iniziative culturali della città di Torino.

Nel 1946, quando andava ancora al liceo, fondò l'Unione musicale (inizialmente con il nome "Associazione Studentesca Amici della Musica"), di cui fu a lungo presidente.
Come assessore della giunta Novelli (Balmas rifiutava la dizione assessore alla cultura, che indica un asservimento al potere, riconoscendo invece quella di assessore per la cultura, che esprime il ruolo di chi è al servizio della cultura), nel 1976 ideò i Punti verdi, appuntamenti estivi, di tipo culturale, letterario, musicale e artistico, nelle principali zone verdi della città, e nel 1978 la più celebre rassegna internazionale Settembre Musica.
Creò centri culturali e biblioteche comunali soprattutto nelle zone periferiche di Torino: l'esempio più eloquente è l'inaugurazione della Biblioteca della Falchera.

Fu tra i maggiori artefici dell'Auditorium del Lingotto di Torino e responsabile delle rassegne musicali.

Negli anni novanta fu sovrintendente del Teatro Regio di Torino.

Ha insegnato nel Liceo Giusti di Torino fino al 1999. In questa scuola, chiusa nel 2016, particolarmente amata da Balmas, sono continuate a rivivere le 'escursioni' a concerto, attraverso le iniziative del Laboratorio dell'Associazione Culturale Quintiliano, ispirato dal professore, e ideato da Dario Coppola.

Recentemente ha curato manifestazioni culturali varie nel vicino comune di Rivoli.

## Curiosità
Tre erano le passioni principali di Balmas: il paese di Scala (Salerno); la musica; l'insegnamento scolastico.